# Associazione Sportiva Vercellesi Erranti
L'Associazione Sportiva Vercellesi Erranti fu una società calcistica italiana di Vercelli.
Fondata nel 1920, riuscì a guadagnare la prima divisione nazionale in poche stagioni, benché impossibilitata a militarvi a causa della ristutturazione delle categorie susseguenti alla riunificazione di FIGC e CCI.
Tra gli elementi di maggior rilievo espressi dal club, che chiuse le attività nel 1926, figura il portiere Giuseppe Cavanna, futuro guardiano dei pali del Napoli e campione del mondo nel 1934 come riserva di Gianpiero Combi in nazionale.

## Storia
La nascita del club fu un'iniziativa di Secondo Ressia (1889-1987), il quale, in risposta all'atteggiamento discriminatorio della dirigenza del Pro Vercelli verso i non nativi del luogo, specialmente se provenienti dal circondario di Novara, decise di fondare nel 1920 un nuovo consorzio cittadino, chiamato Vercellesi Erranti, iscritto alla seconda divisione nazionale.

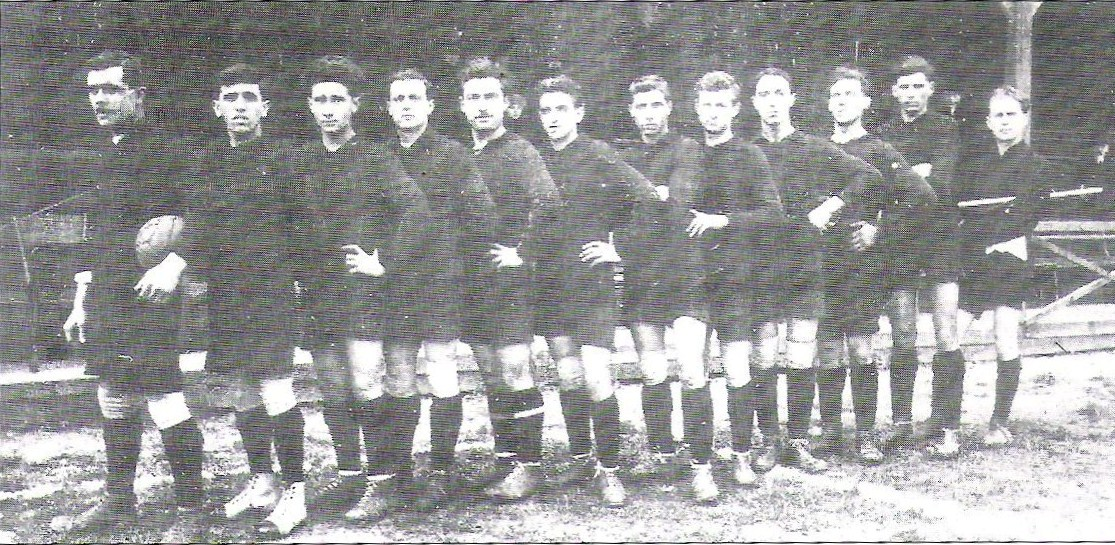
Una formazione della squadra

L'esordio ufficiale del club avvenne il 10 luglio 1921, giorno dell'inaugurazione del terreno di gioco della neonata squadra in occasione di un'amichevole pareggiata 3-3 contro il Novara.
Nella stagione a seguire la squadra vinse nettamente il girone piemontese del campionato di Promozione guadagnando così l'accesso alla massima divisione, che resoconti postumi suggeriscono essere stata pesantemente osteggiata dal presidente della Pro Vercelli e, soprattutto della Federcalcio, Luigi Bozino il quale dapprima avrebbe esercitato pressioni sul comune per revocare la concessione del campo da gioco di via XX Settembre e, successivamente, dopo il Compromesso Colombo con cui la scissionista Confederazione Calcistica Italiana (CCI) rientrò in FIGC, operò una ristrutturazione dei campionati che dirottò diversi club promossi sul campo, tra i quali i Vercellesi Erranti, alla neoistituita Seconda Divisione (oggi serie B).
Pur ridimensionata nelle ambizioni, la squadra concluse al quarto posto il girone settentrionale del suo primo campionato cadetto, mentre nella stagione successiva fu necessario superare uno spareggio-salvezza contro la torinese Pastore per mantenere la categoria.
Agevoli, anche se conseguite sempre nei bassifondi della classifica, le salvezze nei due campionati successivi; tuttavia il fatto di non avere una sede stabile incideva sui conti sociali e la Pro Vercelli ebbe buon gioco ad assicurarsi i migliori giocatori del club concittadino, tra cui Bajardi e Cavanna, per la rilevante, all'epoca, somma complessiva di 32000 L.; Ressia colse l'occasione per migrare alla dirigenza della Pro Vercelli, di fatto concludendo nel 1926, a campionato in corso, l'attività dei Vercellesi Erranti, rimasti senza né più squadra né conduzione societaria.
Tra i nomi più noti migrati alla Pro Vercelli figurano Luigi Bajardi, proveniente dalle giovanili e che giocò fino al 1941, e Giuseppe Cavanna, portiere che nel 1929 fu venduto al Napoli, vestì l'azzurro della nazionale B e fu convocato nella rosa della squadra italiana che vinse il campionato mondiale 1934.

## Cronistoria
| Cronistoria dell’A.S. Vercellesi Erranti |
| --- |
| - 1920 · Fondazione dell’Associazione Sportiva Vercellesi Erranti - 1921-22 · 1ª Promozione piemontese Promozione in Prima Categoria Riassegnata alla Seconda Divisione per riforma dei campionati - 1922-23 · 4ª girone A Seconda Divisione. - 1923-24 · 5ª girone B Seconda Divisione. - 1924-25 · 8ª girone A Seconda Divisione. - 1925-26 · 11ª girone A Seconda Divisione. Ritiro a campionato in corso e scioglimento. |